# چارلز ئی بردی جونیور
چارلز الدون بردی جونیور (به انگلیسی: .Charles Eldon Brady, Jr) فضانورد اهل کشور ایالات متحده آمریکا بود که در ۱۲ اوت ۱۹۵۱ میلادی در پینهورست، کارولینای شمالی زاده شد. وی در مأموریت اس‌تی‌اس-۷۸ حضور داشته است. وی در سال ۲۰۰۶ دست به خودکشی زد